# Црноморска флота
Црноморска флота (рус. Черноморский флот) је флота Војно-поморске флоте Руске Федерације у Црном мору, Азовском мору и Средоземном мору.
Флоту је основао Григориј Потемкин 13. маја 1783. године. Руска СФСР наследила је флоту 1918. године, а оснивањем Совјетског Савеза 1922. године флота је постала део совјетске ратне морнарице. Након распада Совјетског Савеза 1991. године, Црноморска флота је подељена са Украјином, а Руска Федерација је добила право на већину флоте и њених пловила 1997. године, упркос инсистирању Украјине да њој припадне цела флота.
Црноморска флота има званично главно седиште и објекте у граду Севастопољу. Остатак објеката флоте налази се на различитим локацијама на Црном и Азовском мору, укључујући Краснодарски крај, Ростовску област и Крим. Садашњи командант, адмирал Игор Владимирович Осипов, налази се на тој функцији од маја 2019. године

## Галерија
- Црноморска флота после битке код Синопа, 1853.
- Споменик херојима совјетске Црноморске флоте (1941–1944) у Севастопољу, са списком од 28 војних бродова који су се истакли у борбама са нацистичким освајачима
- Владимир Путин са украјинским председником Леонидом Кучмом на главном броду Црноморске флоте, јул 2001.
- Неки велики бродови совјетске и руске Црноморске флоте у Севастопољу, август 2007.
- Вежбе ПВО пука армијског корпуса Црноморске флоте